# Teodor II. Laskaris
Teodor II. Dukas Laskaris (grško: Θεόδωρος Β΄ Δούκας Λάσκαρις, Theodōros II Doukas Laskaris), cesar Nikejskega cesarstva (1254-1258),  * 1221/1222 – † 18. avgust, 1258

## Življenjepis
Teodor II. Dukas Laskaris je bi edini sin cesarja Ivana III. Dukasa in Irene Laskaris, hčerke cesarja Teodorja I. Laskarisa in Ane Angel. Ana je bila hčerka cesarja Alekseja III. Angela in Eufrozine Dukas Katamerine.
Teodor je imel odlično šolsko izobrazbo in se je želel posvetiti znanosti in umetnosti. V nasprotju s tradicijo ni bil nikoli imenovan za so-cesarja svojega očeta, čeprav je že od leta 1241 sodeloval v vladi. Ko je oče Ivan III. 4. novembra 1254 umrl, so ga imenovali za cesarja, kronan pa je bil šele leta 1255, ko je bil v Nikeji imenovan novi patriarh Arsen Autoreijan.
Teodorjevo imenovanje so izkoristili Bolgari, ki so pod vodstvom mladega in neizkušenega carja Mihaela Asena I. Bolgarskega leta 1255 napadli Trakijo. Zanašali so se na njegovo pomanjkljivo vojaško izobrazbo, toda Teodor jih je takoj napadel in odločilno porazil. Med drugim vojnim pohodom leta 1256 mu je uspelo z Bolgari skleniti ugodno premirje, potem pa je svojo zmago izkoristil za širitev ozemlja proti zahodu. Nikejskemu cesarstvu je priključil Drač in Servijo in uspešno  prekosil svoje rivale v Epirju.
V državni upravi je Teodor raje zaposloval uradnike iz srednjih družbenih slojev kot pripadnike aristokratskih družin, kar je med plemstvom povzročilo precejšen odpor do njega samega in njegovega prvega ministra - megas domestikosa - Jurija Muzalona. Spor je šel tako daleč, da so enega od voditeljev aristokratske opozicije in bodočega cesarja Mihaela VIII. Paleologa obtožili, da s Seldžuki iz Sultanata Rum kuje zaroto in ga izgnali iz države. Sredi krize se je cesarjevo zdravstveno stanje naglo poslabšalo. Epileptični napadi so bili vedno pogostejši in vedno hujši in 18. avgusta 1258 je umrl.
Nasledil ga je mladoletni sin Ivan IV. Laskaris z regentom Jurijem Muzalonom.

## Družina
Teodor II. Dukas Laskaris je bil od leta 1235 poročen z Eleno Bolgarsko, hčerko bolgarskega carja Ivana Asena II., s katero je imel tri otroke:
- Ivana IV. Dukasa Laskarisa, ki je bil njegov naslednik
- Ireno Dukas Laskaris, ki je bila poročena s carjem Konstantinom I. Bolgarskim
- Marijo Dukas Laskaris, ki je bila poročena z epirskim despotom Nikeforjem I. Komnenom Dukasom

Bizantinski prestol je leta 1261 zasedel Mihael VIII. Paleolog. Enajstletnega sina Ivana IV. je dal oslepiti, da ni bil več sposoben vladati, hčerki pa je poročili s tujci, da njihovi nasledniki ne bi mogli ogroziti njegovih otrok pri dedovanju cesarskega naslova.